# Acer acutum
Acer acutum — вид квіткових рослин із роду клен (Acer).

## Морфологічна характеристика
Це мале дерево  до 10 м заввишки. Кора коричнева чи коричнево-сіра. Гілки гладкі, голі; зимові бруньки коричневі, яйцеподібні. Листки опадні; листкові ніжки 4–12 см завдовжки, запушені біля верхівки в молодості, зрештою ± голі; листові пластинки зверху темно-зелені й у молодості зрештою голі, яйцюваті чи яйцювато-довгасті, 8–15 × 6–12 см, (5 або)7-лопатеві, частки широкояйцеподібні чи трикутні. Суцвіття верхівкове, щиткоподібне, запушене. Чашолистків 5, довгасті. Пелюсток 5, лінійно-ланцетні чи зворотно-яйцюваті. Тичинок 8. Плід блідо-коричневий, голий, 2–3 см завдовжки; горішки стиснуті, 9–11 × ≈ 17 мм. Період цвітіння: квітень; період плодоношення: серпень.

## Середовище проживання
Країни проживання: пд.-сх. Китай (Цзянсі, Хенань, Аньхой, Чжецзян). Цей вид зростає в низькогірних лісах на висотах 800–1100 метрів.

## Використання
Немає інформації.

## Синоніми
Синоніми:
- Acer acutum var. quinquefidum W.P.Fang & P.L.Chiu